# LILRB2
El miembro 2 de la subfamilia B del receptor de tipo inmunoglobulina leucocitaria es una proteína que en humanos está codificada por el gen LILRB2.
Este gen es miembro de la familia de receptores de tipo inmunoglobulina leucocitaria (LIR), que se encuentra en un grupo de genes en la región cromosómica 19q13.4. La proteína codificada pertenece a la clase subfamilia B de receptores LIR que contienen dos o cuatro dominios de inmunoglobulina extracelulares, un dominio transmembrana y de dos a cuatro motivos inhibidores de inmunorreceptores citoplasmáticos basados en tirosina (ITIM). El receptor se expresa en las células inmunes donde se une a las moléculas del MHC de clase I en las células presentadoras de antígenos y transduce una señal negativa que inhibe la estimulación de una respuesta inmunitaria. Se cree que controla las respuestas inflamatorias y la citotoxicidad para ayudar a enfocar la respuesta inmune y limitar la autorreactividad. Se han encontrado múltiples variantes de transcripción que codifican diferentes isoformas para este gen.
Esta proteína desempeña un papel fundamental en la inhibición de la regeneración axonal y la recuperación funcional tras una lesión cerebral. Sin embargo, estudios recientes demuestran que LILRB2 es un receptor para el péptido β amiloide de alta afinidad, de manera que sus mutaciones pueden contribuir a la pérdida sináptica y al deterioro cognitivo de la enfermedad de Alzheimer

## Interacciones
Se ha demostrado que LILRB2 interactúa con PTPN6 .